# Осада Таррагоны (1811)
Осады Таррагоны — сражение Пиренейской войны, происходившее с 5 мая по 29 июня 1811 года, в ходе которого французская Арагонская армия Луи Габриэля Сюше осадила город Таррагону в Каталонии на северо-востоке Испании, которую оборонял испанский гарнизон во главе с генерал-лейтенантом Хуаном Сененом Контрерасом. Британская военно-морская эскадра под командованием адмирала Эдварда Кодрингтона, оказывая помощь испанским войскам, обстреливала осаждающих и доставляла в город большое количество припасов и подкреплений. Тем не менее, войска Сюше в конечном итоге прорвали оборону города и убили или захватили в плен почти всех его защитников.

## Осада
Император Наполеон пообещал Сюше, одному из своих лучших военачальников, маршальский жезл, если он сможет захватить Таррагону, поэтому французский генерал энергично взялся за дело. Методично преодолевая внешние защитные укрепления города, он в то же время легко отразил слабые попытки снять осаду. Ближе к концу осады французские войска захватили нижний город внезапной атакой, после чего выжившие солдаты испанского гарнизона отступили в верхний город. В конце концов войска Сюше ворвались в верхний город и устроили там жестокую резню, от которой пострадали и мирные жители (по английским источникам, в реальности мирные жители многих испанских городов, не исключая священников и женщин, фактически представляли собой вооружённое народное ополчение). Потеря Таррагоны значительно затруднила для англичан помощь испанским инсургентам во всей Каталонии. Наполеон должным образом вознаградил Сюше желанным званием маршала.

## Итог
Один источник указывает французские потери как 4,3 тыс. убитых и раненых при общей численности армии в 21 635 человек, включая убитого дивизионного генерала Жан-Батиста Сальма. Общие испанские потери составили от 14 до 15 тыс. человек. Из них 8 тыс. были взяты в плен, а остальные были убиты, ранены или умерли от болезней. Во время последней атаки французы убили множество мирных жителей, в том числе 450 женщин и детей. Другой источник утверждал, что общие испанские потери составили 15 тыс. человек, из которых 7 тыс. были убиты. Французские потери указываются как 1 тыс. убитых и 3 тыс. раненых и больных.